# جاكويرانا
جاكويرانا (بالبرتغالية: Jaquirana‏)؛ بلدية في ولاية ريو غراندي دو سول في البرازيل. تحتوي البلدة على منتزه ولاية تينهاس الذي تصل مساحته إلى جزء نحو 16 ألف هكتار والذي تم إنشاؤه في عام 1975.